# Julio César Chávez
Julio César Chávez González (Ciudad Obregón, 12 luglio 1962) è un ex pugile messicano.

## Biografia
Julio César Chávez nasce a Ciudad Obregón nello stato di Sonora in Messico; ma cresce e vive nella città di Culiacán.  Il padre, Rodolfo Chavez, era un ferroviere e Julio è cresciuto in povertà assieme ai quattro fratelli e alle cinque sorelle. Ha iniziato a praticare la boxe a sedici anni. Soprannominato prima "il Toro di Culiacàn" e successivamente " JC" viene spesso definito dai ring announcer "el gran Campeon Mexicano". Infatti di questo si tratta, Chavez nella sua carriera durata 25 anni combatte 115 incontri, vincendone 107 di cui 86 per KO perdendone 6 e pareggiandone 2. Con 87 vittorie consecutive vanta la più lunga striscia positiva della storia della boxe mondiale, tra i professionisti .
Campione del mondo in tre diverse categorie superpiuma, leggeri e superleggeri ha boxato per 633 round ed ha avuto una media di vittorie per KO del 74,78%. Nella sua gloriosa carriera ha affrontato molti Campioni come: Roger Mayweather, Rocky Lockridge, Edwin "Chapo" Rosario, Meldrick Taylor (2 volte), Hector "Macho" Camacho, Greg Haugen, Pernell Whitaker, Tony Lopez, Óscar de la Hoya (2 volte), Miguel Ángel González, Kostya Tszyu. Boxer amato in tutto il Messico, si è confrontato nel loro paese con grandi campioni di boxe ed è considerato dai suoi fan più accaniti ed esperti di boxe come uno dei pugili "più grandi di tutti i tempi nel pound for pound".

## Carriera

### Carriera da dilettante

#### Gli inizi
Dopo 14 incontri amatoriali Chavez ha deciso di partecipare ad un torneo locale a Città del Messico, dove ha subito la sua unica sconfitta da pugile dilettante.

#### I primi passi
Julio Cesar Chavez ha fatto il suo debutto professionale il 5 febbraio 1980, all'età di 17 anni. Il suo primo passo è stato molto buono: vittoria per KO su Andres Felix al 6º round. Nel suo 12º match, datato 4 marzo 1981, ha affrontato Miguel Ruiz a Culiacan. Alla fine della 1ª ripresa Chavez ha sferrato un pugno da KO all'avversario, atterrandolo. Poiché il colpo è stato lanciato durante il gong, Julio è stato squalificato per il pugno e Ruiz è stato dichiarato vincitore del match. Il giorno dopo, tuttavia, dopo ulteriori esami sull'esito della gara, la commissione messicana ha invertito il risultato del match, proclamando Chavez vincitore. Il manager di Julio, Ramón Felix, era un membro della commissione.

#### Superpiuma
Chavez ha vinto il suo primo titolo da professionista (la corona vacante WBC dei superpiuma) il 13 settembre 1984, mettendo KO il compatriota Mario "Azabache" Martínez al Grand Olympic Auditorium di Los Angeles, California. Martinez era il favorito per la vittoria.
Il 19 aprile 1985 Chavez ha difeso il suo titolo contro Ruben Castillo (63-4-2), trionfando per KO alla 7ª ripresa. Il 7 luglio 1985 Chavez ha sconfitto il futuro campione Roger Mayweather (zio dell'imbattuto Floyd Mayweather Jr.), per KO alla 2ª ripresa. Difende il titolo vittoriosamente contro Pratchett, Barrios e Rojas prima di affrontare 3 agosto 1986 Rocky Lockridge ex campione WBA e futuro campione IBF dei superpiuma) a Monte Carlo, Monaco, vincendo ai punti per majority decision. Nell'incontro successivo ha sconfitto l'ex campione Juan Laporte per verdetto unanime dopo 12 round e difendendolo ulteriormente per altre due volte avendo la meglio su Da Cruz e Cabrera. Chavez così dopo 9 difese del titolo di cui 6 ottenute prima del limite decide di salire di categoria ed approdare nei leggeri.

#### Leggeri
Il 21 novembre 1987 sul ring dell'Hilton Hotel affronta e sconfigge per KO all'undicesima ripresa Edwin Rosario conquistando così il titolo dei leggeri) WBA titolo che difende contro Aguilar. Il 29 ottobre 1988 sempre all'Hilton Hotel affronta e sconfigge Josè Luis Ramirez (101-6) vincendo per decisione tecnica all'undicesima ripresa e conquistando anche la cintura di Campione del Mondo versione WBC. Chavez ottenuta anche questa straordinaria vittoria decide di salire ancora di categoria e di passare tra i superleggeri.

#### Superleggeri
Il 13 maggio 1989 al Great Western Forum di Inglewood California ritrova Roger Mayweather e lo sconfigge anche nella rivincita per KO alla decima ripresa conquistando il titolo superleggeri WBC. Chavez difende il titolo contro Sammy Fuentes prima di affrontare il 17 marzo 1990 sul ring dell'Hilton Hotel per la riunificazione del titolo WBC e IBF il pugile americano Meldrick Taylor. Il Messicano affronta una sfida difficile, sta chiaramente perdendo a causa di un avversario scomodo in quanto tecnico e agile, ma riesce a buttarlo giù con un colpo di destro durante l'assalto finale e l'arbitro Richard Steele decreta un knock out favorendo il messicano con una vittoria inaspettata. Come molti avrebbero poi fatto presente, mancava solo un secondo alla fine del match. Questo match viene premiato come match dell'anno del 1990. Dopo questa bella e controversa vittoria Chavez difende vittoriosamente il titolo contro Ahn, Duplessis, Smith, Hernandez, Mitchell, Hector "Macho" Camacho. Il 20 febbraio 1993 Chavez affronta l'americano Greg Haugen allo Stadio Azteca di città del Messico e lo sconfigge per KO alla quinta ripresa di fronte a 132.247 spettatori paganti battendo il record di pubblico per un match di pugilato, detenuto sino ad allora con 120.557 spettatori al mitico combattimento Jack Dempsey-Gene Tunney del 23 settembre 1926 a Filadelfia.